# Arzobispofobia
Arzobispofobia es el primer disco del grupo de punk rock español Mamá Ladilla. Consta de 15 pistas y fue lanzado en 1996 por la discográfica BOA, y más tarde en 1998 por RCA.

## Lista de canciones
1. Introducción
2. Aparta, papá
3. Ven
4. Viene la Navidad
5. Gebimentalpagüer
6. Chanquete ha muerto
7. Generación espontánea
8. Chorizo 2.000
9. Ataca
10. Dulce compañía
11. Cita con la viuda
12. Flípalo
13. Niño, ten cuidao
14. Catequista parroquial (In ros we cachis)
15. Tu fiesta

## Créditos
- Juan Abarca — guitarra y voz
- Llors Merino — bajo y coros
- Ferro — batería